# Marcy-l'Étoile
Marcy-l'Étoile è un comune francese di 3 503 abitanti situato nella metropoli di Lione della regione Alvernia-Rodano-Alpi.

## Società

### Evoluzione demografica
Abitanti censiti